# Fridolf Ekdahl
Fridolf Nathanael Ekdahl, född 1 oktober 1853 i Kristianstad, död 22 februari 1937 i Lund, var en svensk präst.

## Biografi
Ekdahl blev student vid Lunds universitet 1874, avlade teologie kandidatexamen 1885, prästvigdes samma år och förordnades till docent i praktisk teologi 1889. Han utnämndes 1888 till kyrkoherde i Bjällerups och Stora Råby församlingar. 
Ekdahl, som 1891 blev extra ordinarie hovpredikant, erhöll kyrkoherdebefattningen i Fjelie och Flädie församlingar 1901 och blev samma år kontraktsprost i Torna kontrakt. År 1896 uppfördes han på andra förslagsrummet till professur i praktisk teologi vid Lunds universitet, var preses vid prästmötet i Lund 1900 och utnämndes 1907 till teologie doktor. Han representerade Lunds stift vid kyrkomötena 1908, 1909, 1910 och 1915. 
Bland Ekdahls skrifter märks Om den svenska kyrkans begrafningsformulär (1886), Om confirmationen (I, 1889; docentavhandling), Studier i psalmboksfrågan med särskild hänsigt till 1889 års kommittéförslag (1893) och Om Guds försyn (1900; prästmötesavhandling). Tillsammans med sin bror Axel Johannes Ekdahl utgav han Lunds stifts matrikel (1900).
Ekdahl är begravd på Klosterkyrkogården i Lund.